# Estación Suipacha
Suipacha es la estación ferroviaria de la ciudad de Suipacha, partido homónimo, provincia de Buenos Aires, Argentina.
La estación corresponde al Ferrocarril Domingo Faustino Sarmiento de la red ferroviaria argentina y se encuentra 125 km al oeste de la estación Once.

## Servicios
Cuenta con tres servicios semanales a cargo de la empresa estatal Trenes Argentinos Operaciones entre Once y Bragado, teniendo parada en esta estación.

## Historia
La estación se inaugura en 1866 con el primer servicio que originalmente sólo se destinaba a carga y descarga del Ferrocarril del Oeste desde la Ciudad de Buenos Aires hasta la Estación Chivilcoy Norte.

### Toponimia
Al ser inaugurada la estación en 1866 por el Ferrocarril Oeste de Buenos Aires tomó el nombre de Freire, nombre dado por Toribio Freire, quien donó los terrenos donde se ubicaría la estación.
Años más tarde, al igual que la ciudad, el nombre actual rinde homenaje a la Batalla de Suipacha, la primera ganada en la Guerra de Independencia en el Alto Perú el 7 de noviembre de 1810.